# 18376 Quirk
18376 Quirk este un asteroid din centura principală de asteroizi.

## Descriere
18376 Quirk este un asteroid din centura principală de asteroizi. A fost descoperit pe 30 septembrie 1991 la Siding Spring de Robert H. McNaught. Asteroidul prezintă o orbită caracterizată de o semiaxă mare de 2,73 ua, o excentricitate de 0,23 și o înclinație de 10,5° în raport cu ecliptica.